# Saint-Brice (Manche)
Pour les articles homonymes, voir Saint-Brice.
Saint-Brice est une commune française, située dans le département de la Manche en région Normandie, peuplée de 136 habitants.

## Géographie
| Tirepied-sur-Sée            | Tirepied-sur-Sée | Tirepied-sur-Sée |
| Saint-Senier-sous-Avranches | Saint-Brice      | Tirepied-sur-Sée |
| La Godefroy                 | La Godefroy      | La Godefroy      |

### Hydrographie
La commune est située dans le bassin Seine-Normandie. Elle est drainée par la Sée et le ruisseau de la Palorette,,.
La Sée, d'une longueur de 79 km, prend sa source dans la commune de Sourdeval et se jette  dans le golfe de Saint-Malo en limite du Val-Saint-Père et de Vains, après avoir traversé 20 communes. 

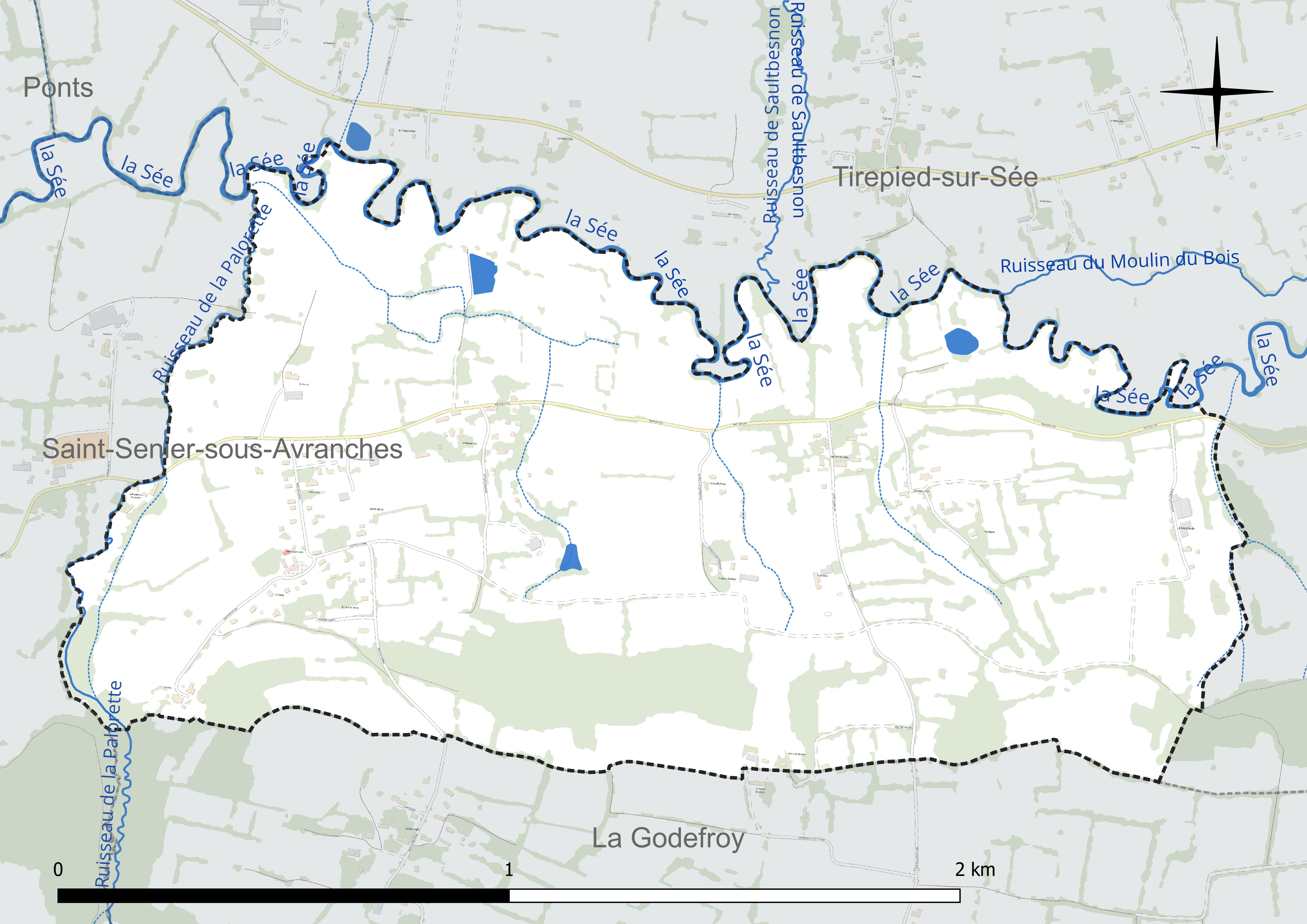
Réseau hydrographique de Saint-Brice.

### Climat
Pour des articles plus généraux, voir Climat de la Normandie et Climat de la Manche.
En 2010, le climat de la commune est de type climat océanique franc, selon une étude du CNRS s'appuyant sur une série de données couvrant la période 1971-2000. En 2020, Météo-France publie une typologie des climats de la France métropolitaine dans laquelle la commune est exposée à un climat océanique et est dans la région climatique  Bretagne orientale et méridionale, Pays nantais, Vendée, caractérisée par une faible pluviométrie en été et une bonne insolation. Parallèlement le GIEC normand, un groupe régional d’experts sur le climat, différencie quant à lui, dans une étude de 2020, trois grands types de climats pour la région Normandie, nuancés à une échelle plus fine par les facteurs géographiques locaux. La commune est, selon ce zonage, exposée à un « climat maritime », correspondant au Cotentin et à l'ouest du département de la Manche, frais, humide et pluvieux, où les contrastes pluviométrique et thermique sont parfois très prononcés en quelques kilomètres quand le relief est marqué.
Pour la période 1971-2000, la température annuelle moyenne est de 10,7 °C, avec une amplitude thermique annuelle de 11,6 °C. Le cumul annuel moyen de précipitations est de 968 mm, avec 13,9 jours de précipitations en janvier et 8,9 jours en juillet. Pour la période 1991-2020, la température moyenne annuelle observée sur la station météorologique la plus proche, située sur la commune de Saint-Hilaire-du-Harcouët à 21 km à vol d'oiseau, est de 11,5 °C et le cumul annuel moyen de précipitations est de 929,5 mm,. Pour l'avenir, les paramètres climatiques de la commune estimés pour 2050 selon différents scénarios d’émission de gaz à effet de serre sont consultables sur un site dédié publié par Météo-France en novembre 2022.

## Urbanisme

### Typologie
Au 1er janvier 2024, Saint-Brice est catégorisée commune rurale à habitat dispersé, selon la nouvelle grille communale de densité à sept niveaux définie par l'Insee en 2022.
Elle est située hors unité urbaine. Par ailleurs la commune fait partie de l'aire d'attraction d'Avranches, dont elle est une commune de la couronne,. Cette aire, qui regroupe 32 communes, est catégorisée dans les aires de moins de 50 000 habitants,.

### Occupation des sols
L'occupation des sols de la commune, telle qu'elle ressort de la base de données européenne d’occupation biophysique des sols Corine Land Cover (CLC), est marquée par l'importance des territoires agricoles (98,2 % en 2018), une proportion identique à celle de 1990 (98,2 %).
La répartition détaillée en 2018 est la suivante : prairies (61,5 %), zones agricoles hétérogènes (36,7 %), forêts (1,8 %).

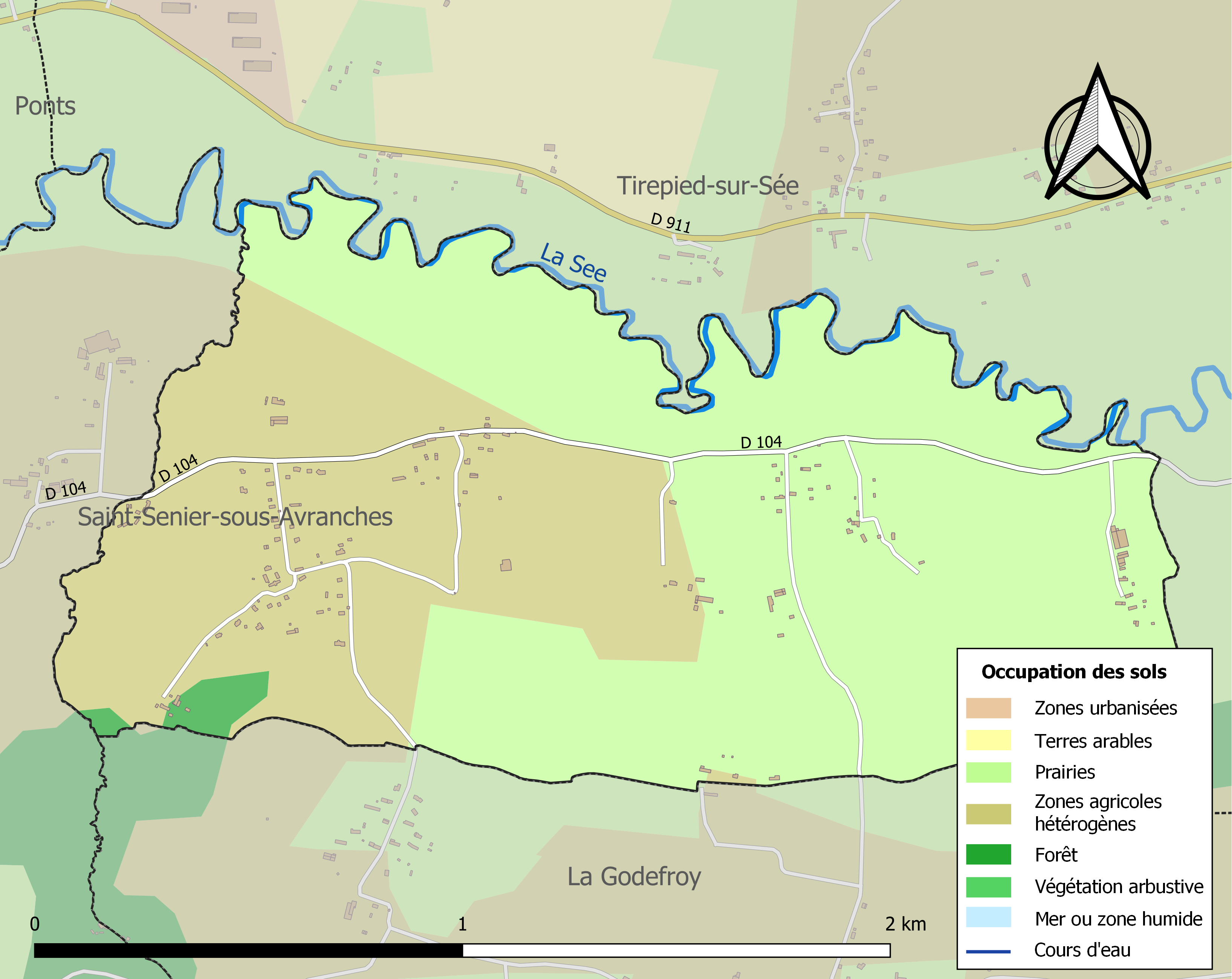
Carte des infrastructures et de l'occupation des sols de la commune en 2018 (CLC).

L'évolution de l’occupation des sols de la commune et de ses infrastructures peut être observée sur les différentes représentations cartographiques du territoire : la carte de Cassini (XVIIIe siècle), la carte d'état-major (1820-1866) et les cartes ou photos aériennes de l'IGN pour la période actuelle (1950 à aujourd'hui).

## Toponymie

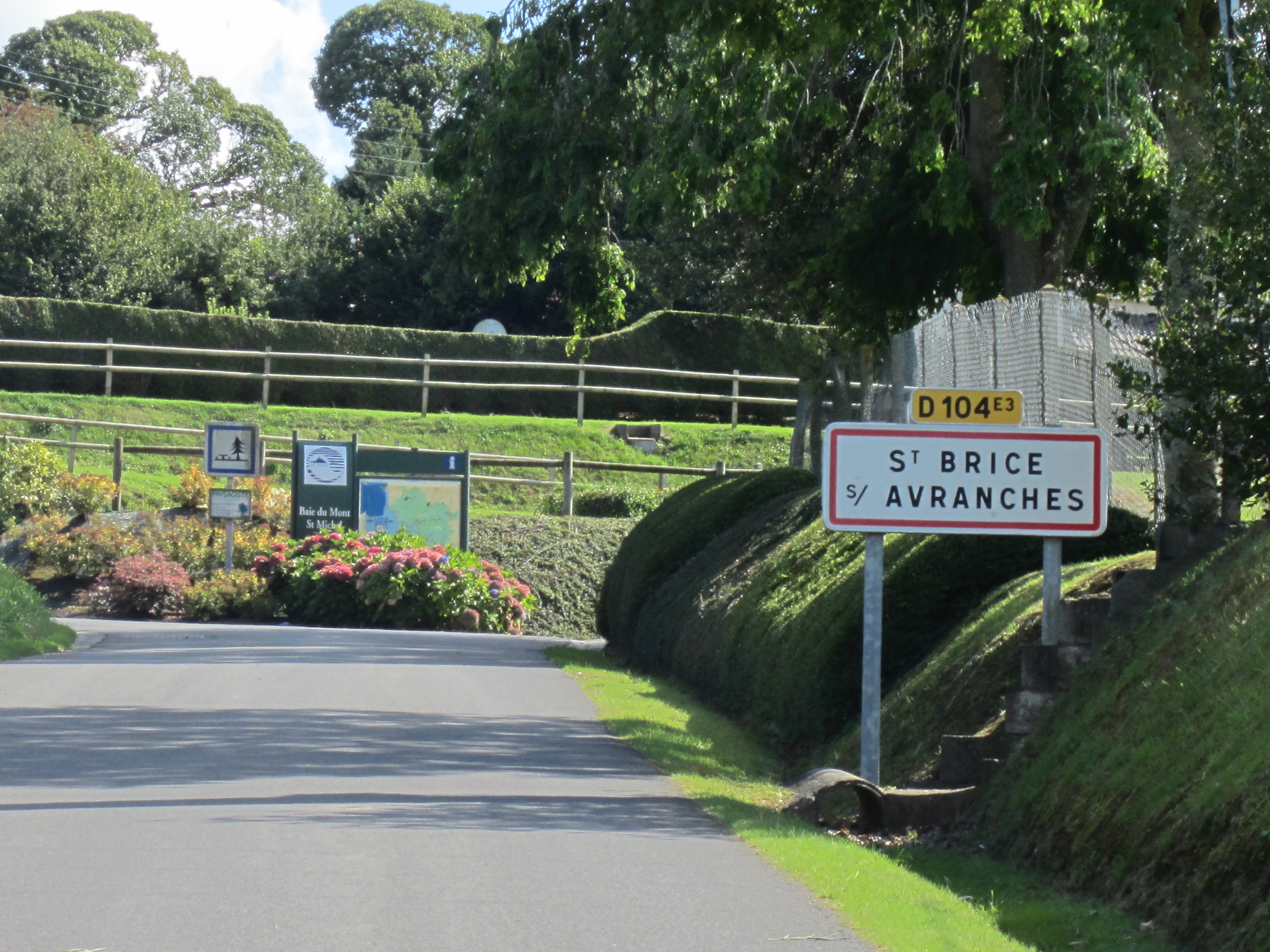
Le panneau d'entrée mentionne toujours Saint-Brice-sous-Avranches.

Le nom de la localité est attesté sous la forme ecclesia de Sancto Bricio en 1412.
La paroisse est dédiée à Brice de Tours, évêque de Tours.
Le gentilé est Saint-Briçois.

## Politique et administration
| Période                                  | Période    | Identité           | Étiquette | Qualité             |
| ---------------------------------------- | ---------- | ------------------ | --------- | ------------------- |
| 1983                                     | 1996       | André Grignard     |           |                     |
| 1996                                     | mars 2001  | Roger Provost      |           | Agriculteur         |
| mars 2001                                | mars 2008  | Louis Loison       |           |                     |
| mars 2008                                | avril 2014 | Colette Gauchet    | SE        | Secrétaire médicale |
| avril 2014                               | mai 2020   | Bernadette L'Homme | SE        | Retraitée TISF      |
| mai 2020                                 | En cours   | Gilbert Poidevin   | SE        | Retraité            |
| Les données manquantes sont à compléter. |            |                    |           |                     |

Le conseil municipal est composé de onze membres.

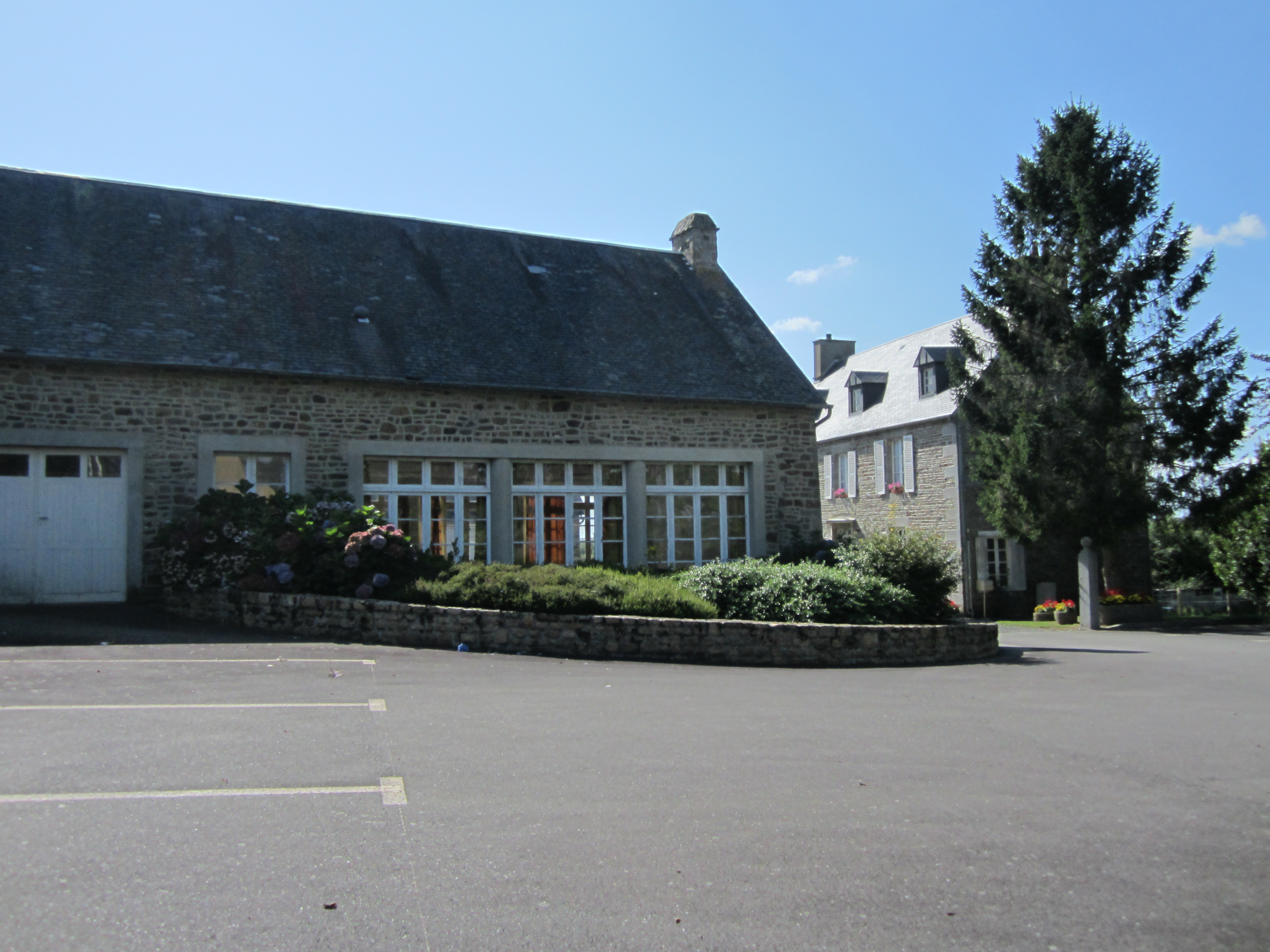
La mairie et la salle des fêtes.
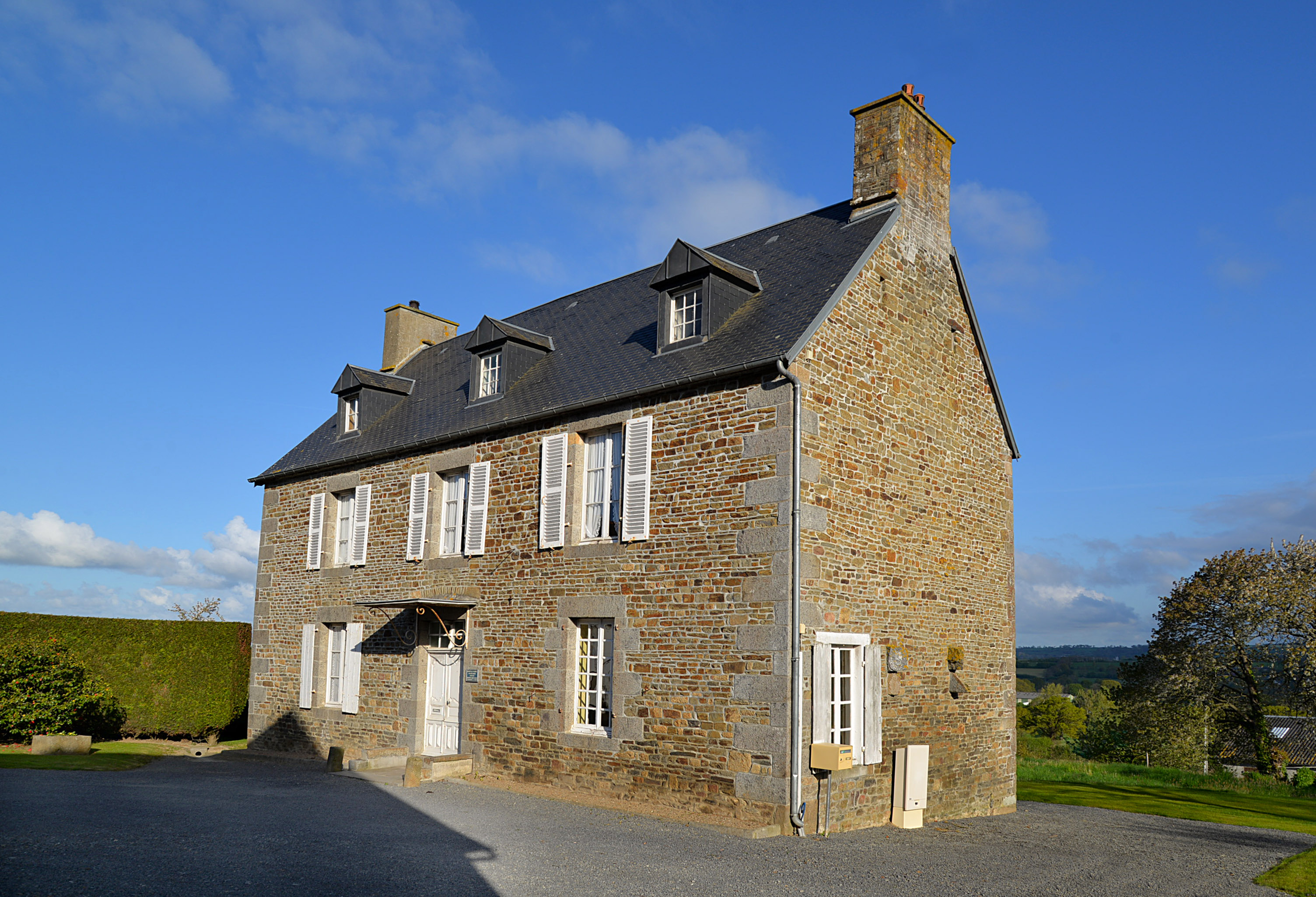
La mairie.

## Démographie
L'évolution du nombre d'habitants est connue à travers les recensements de la population effectués dans la commune depuis 1793. Pour les communes de moins de 10 000 habitants, une enquête de recensement portant sur toute la population est réalisée tous les cinq ans, les populations de référence des années intermédiaires étant quant à elles estimées par interpolation ou extrapolation. Pour la commune, le premier recensement exhaustif entrant dans le cadre du nouveau dispositif a été réalisé en 2007.
En 2022, la commune comptait 136 habitants, en évolution de +0,74 % par rapport à 2016 (Manche : −0,31 %, France hors Mayotte : +2,11 %).
| 1793 | 1800 | 1806 | 1821 | 1831 | 1836 | 1841 | 1846 | 1851 |
| ---- | ---- | ---- | ---- | ---- | ---- | ---- | ---- | ---- |
| 248  | 200  | 218  | 213  | 208  | 225  | 226  | 231  | 228  |

| 1856 | 1861 | 1866 | 1872 | 1876 | 1881 | 1886 | 1891 | 1896 |
| ---- | ---- | ---- | ---- | ---- | ---- | ---- | ---- | ---- |
| 194  | 195  | 196  | 158  | 161  | 155  | 160  | 147  | 139  |

| 1901 | 1906 | 1911 | 1921 | 1926 | 1931 | 1936 | 1946 | 1954 |
| ---- | ---- | ---- | ---- | ---- | ---- | ---- | ---- | ---- |
| 140  | 147  | 142  | 144  | 141  | 139  | 141  | 146  | 143  |

| 1962 | 1968 | 1975 | 1982 | 1990 | 1999 | 2006 | 2007 | 2012 |
| ---- | ---- | ---- | ---- | ---- | ---- | ---- | ---- | ---- |
| 109  | 87   | 85   | 91   | 96   | 115  | 123  | 124  | 142  |

| 2017 | 2022 | - | - | - | - | - | - | - |
| ---- | ---- | - | - | - | - | - | - | - |
| 131  | 136  | - | - | - | - | - | - | - |

## Lieux et monuments
- Église Saint-Brice des XVIIe – XVIIIe siècles avec son pavement et dallage de la nef du XVIIIe. Elle abrite une Vierge à l'Enfant du XVIIe et deux statues des XVe et XVIe siècles : saint Armel et le monstre et saint Eustache et ses deux enfants. Ces trois œuvres sont classées au titre objet aux monuments historiques[27], ainsi qu'un maître-autel entouré de saint Brice et de saint Martin, tous deux évêques de Tours, un bénitier du XVIIe, des fonts baptismaux du XVIe[28].
- Ancien presbytère. Construit en 1787, vendu comme bien national en 1793, il a été racheté par la commune qui en a fait sa maison commune[28].

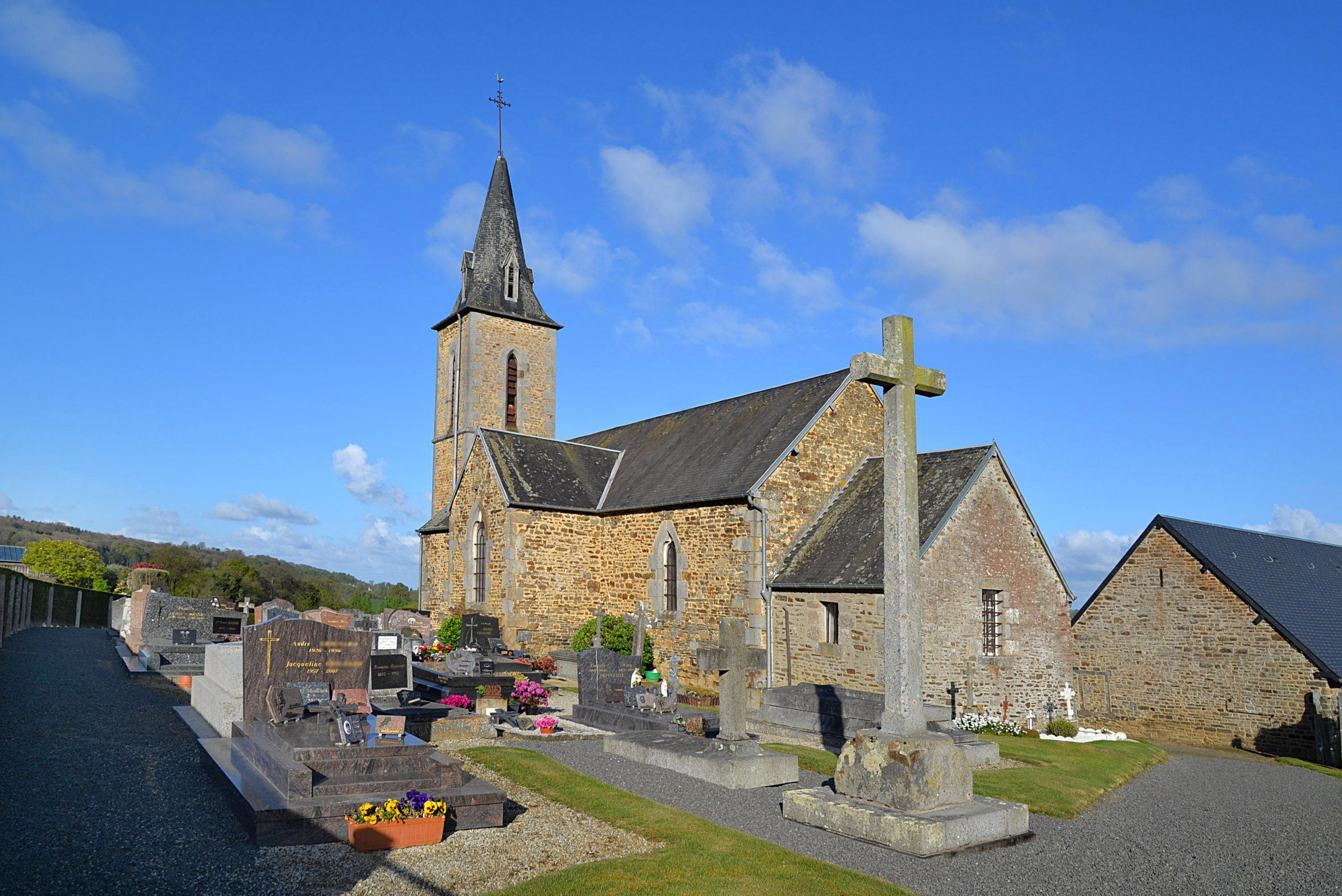
L’église Saint-Brice. Vue sud-est.
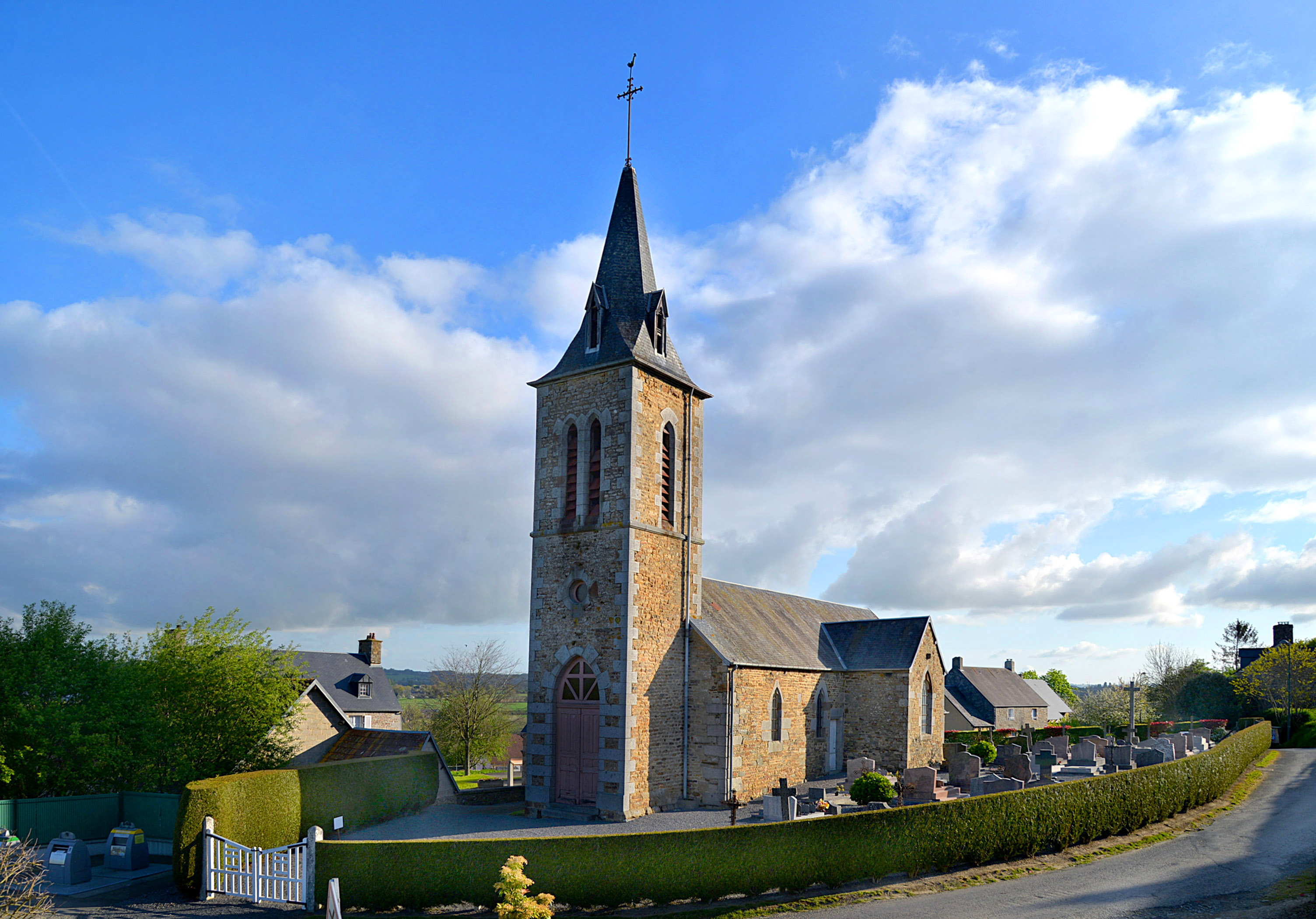
L’église Saint-Brice. Vue sud-ouest.